# Braune Breitfußbeutelmaus
Die Braune Breitfußbeutelmaus (Antechinus mimetes) ist eine Beuteltierart aus der Gattung der Breitfuß-Beutelmäuse, die an der südlichen Ostküste Australiens in den australischen Bundesstaaten New South Wales und Victoria vorkommt.

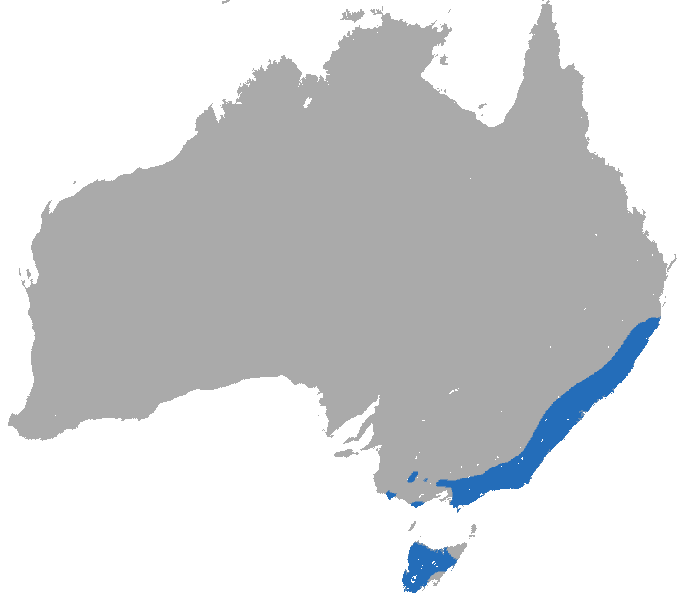
Verbreitung der Braunen Breitfußbeutelmaus auf dem südostaustralischen Festland und der Swainson-Breitfußbeutelmaus auf Tasmanien

## Merkmale
Die Braune Breitfußbeutelmaus unterscheidet sich von der Swainson-Breitfußbeutelmaus (A. swainsonii), der Van-Dyck-Breitfußbeutelmaus (Antechinus vandycki) und der Schwarzschwanz-Breitfußbeutelmaus (Antechinus arktos) vor allem durch die bräunlich dominierte Färbung von Kopf und Schultern, während diese bei den beiden ersten Arten grau sind und die Schwarzschwanz-Breitfußbeutelmaus eine orange Tönung auf dem Rumpf zeigt. Füße und Schwanz der Braunen Breitfußbeutelmaus sind ebenfalls braun, bei der Schwarzschwanz-Breitfußbeutelmaus sind sie schwarz. Von den meisten anderen Breitfuß-Beutelmäusen unterscheidet sie sich vor allem durch ihre deutlich größere Größe und die längere und schmalere Schnauze.
Der Schwanz ist dünn, kürzer als Kopf und Rumpf und verjüngt sich zur Spitze hin immer mehr. Die Hinterfüße sind 2,5 cm lang. Die Krallen sind sehr lang. Die längste Hinterfußkralle ist 3,1 mm lang, die längste Kralle am Vorderfuß hat eine Länge von 4,3 mm. Die Ballen der Hinterfüße sind stark geriffelt. Für eine Breitfuß-Beutelmaus ihrer Größe hat Antechinus mimetes relativ kleine Ohren. Auf jeder Schnauzenseite hat das Tier 24 bis zu 16 mm lange, schwarze Schnurrhaare. 

## Lebensraum
Der Lebensraum der Braunen Breitfußbeutelmaus umfasst Sanddünen an der Küste, gemäßigten Regenwald mit Hartlaubvegetation und dichtem Unterholz, Sümpfe, feuchte Schluchten, sowie Bergwälder und alpine Heiden in der Great Dividing Range bis in Höhen von 1800 Metern. Die jährliche Regenmenge liegt im gesamten Lebensraum bei mehr als 800 mm.

## Systematik
Die Form wurde 1924 durch den britischen Zoologen Oldfield Thomas unter dem wissenschaftlichen Namen Phascogale swainsonii mimetes, also als Unterart der Swainson-Breitfußbeutelmaus erstmals beschrieben. Die Swainson-Breitfußbeutelmaus wurde später in die Gattung Antechinus gestellt. Im Jahr 2015 wurde Antechinus swainsonii mimetes neu beschrieben und dabei in den Rang einer eigenständigen Art erhoben. Neben der weit verbreiteten Nominatform A. mimetes mimetes gibt es noch eine weitere Unterart. Antechinus mimetes insulanus hat ein von A. mimetes mimetes geografisch getrenntes kleines Verbreitungsgebiet im Grampians-Nationalpark und in der unmittelbaren Umgebung das Parks.

## Quelle
- Baker A.M. et al. 2015. A taxonomic assessment of the Australian Dusky Antechinus Complex: a new species, the Tasman Peninsula Dusky Antechinus (Antechinus vandycki sp. nov.) and an elevation to species of the Mainland Dusky Antechinus (Antechinus swainsonii mimetes (Thomas)). Memoirs of the Queensland Museum – Nature, vol. 59, p. 75–126; doi: 10.17082/j.2204-1478.59.2015.2014-10